# Twin Bridges (Missouri)
Evergreen és una població dels Estats Units a l'estat de Missouri. Segons el cens del 2000 tenia 42 habitants.

## Demografia
Segons el cens del 2000, Evergreen tenia 42 habitants, 13 habitatges, i 10 famílies. La densitat de població era d'1,9 habitants per km².
Dels 13 habitatges en un 69,2% hi vivien nens de menys de 18 anys, en un 69,2% hi vivien parelles casades, en un 7,7% dones solteres, i en un 15,4% no eren unitats familiars. En el 7,7% dels habitatges hi vivien persones soles el 7,7% de les quals corresponia a persones de 65 anys o més que vivien soles. El nombre mitjà de persones vivint en cada habitatge era de 3,23 i el nombre mitjà de persones que vivien en cada família era de 3,45.
Per edats la població es repartia de la següent manera: un 38,1% tenia menys de 18 anys, un 9,5% entre 18 i 24, un 40,5% entre 25 i 44, un 9,5% de 45 a 60 i un 2,4% 65 anys o més.
L'edat mediana era de 26 anys. Per cada 100 dones de 18 o més anys hi havia 100 homes.
La renda mediana per habitatge era de 31.875 $ i la renda mediana per família de 30.625 $. Els homes tenien una renda mediana de 29.583 $ mentre que les dones 13.750 $. La renda per capita de la població era d'11.925 $. Cap de les famílies estaven per davall del llindar de pobresa.

## Poblacions properes
El següent diagrama mostra les poblacions més properes.